# Nieuwe Rijn
De Nieuwe Rijn is een 2,3 kilometer lange aftakking van de Oude Rijn in de Nederlandse stad Leiden. 
De Oude en de Nieuwe Rijn scheiden ten westen van Leiderdorp bij het Leidse Waardeiland en komen midden in het centrum van Leiden in gekanaliseerde vorm weer bij elkaar. Op de landpunt aan deze zijde is de stad Leiden ontstaan; de heuvel met de daarop gebouwde Burcht is nog altijd vanaf de Nieuwe én de Oude Rijn te bereiken.
In de Leidse binnenstad stroomt het water ook onder de bekende Koornbrug door en vloeit het na de Visbrug weer samen met de Oude Rijn. 

## Straten langs de Nieuwe Rijn
Straten die langs de Nieuwe Rijn lopen zijn (stroomafwaarts):
- Buiten het centrum: Utrechtse Jaagpad (zuidoever) en Rijnkade (noordoever).
- In het centrum: Nieuwe Rijn op de noordoever en Utrechtse Veer, Botermarkt en Vismarkt op de zuidoever.

De Hoge Rijndijk, de Hogewoerd en een deel van de Breestraat vormen in feite de zuidelijke dijk langs de Nieuwe Rijn; de Lage Rijndijk loopt langs de Oude Rijn.

## Bruggen over de Nieuwe Rijn
De volgende 11 bruggen bevinden zich over de Nieuwe Rijn in Leiden (van west naar oost):
| Naam                   | Foto |
| ---------------------- | ---- |
| Visbrug                |      |
| Koornbrug              |      |
| Sint Sebastiaansbrug   |      |
| Karnemelksbrug         |      |
| Gansoordbrug           |      |
| Kraaierbrug            |      |
| Rijnbrug               |      |
| Singelbrug             |      |
| Admiraalsbrug          |      |
| Kettingbrug            |      |
| Domela Nieuwenhuisbrug |      |

## Activiteiten en evenementen
- In de Leidse binnenstad wordt elke zaterdag en woensdag markt gehouden langs de Nieuwe Rijn.
- In de lente- en zomermaanden hebben de horecagelegenheden er hun terrassen langs en op (terrasboten) het water.
- Tijdens evenementen, zoals Koningsdag en Leidens ontzet, wordt de Nieuwe Rijn als feestterrein gebruikt. Het publiek staat op pontons en als podium wordt de 17e-eeuwse Koornbrug gebruikt.